# タミ・キウル
タミ・キウル（Tami Petri Antero Kiuru、1976年9月13日 - ）は、フィンランド、南スオミ州ヴァンター出身の元スキージャンプ選手。

## プロフィール
キウルは7歳でジャンプを始めた。1993年3月28日にスロベニアのプラニツァでワールドカップにデビューした。 しかし、その後1998/1999シーズンまでワールドカップの舞台に立つことはなかった。 1995年12月にラハティでの練習中に転倒し、鎖骨骨折と肺損傷の重傷を負ったためである。
この怪我の影響でキウルは1996/97～1998/99シーズンまでコンチネンタルカップを主戦場とすることになった。
1999年2月7日、チェコのハラコフで8位となりワールドカップへの復帰を果たした。
翌シーズンは当初からワールドカップメンバーに選ばれた。 2001年3月17日プラニツァのフライング団体戦、チームの3番手として優勝に貢献、翌日の個人戦では5位となった。
2003年の世界選手権代表に初めて選ばれ、ラージヒル10位、ノーマルヒル5位入賞、そして団体では金メダルを獲得した。3月15日、ラハティではワールドカップで自己初の表彰台となる3位となった。プラニツァの団体戦で再び優勝に貢献。総合で21位となった。
2003/04シーズンはついにワールドカップで初優勝（2003年12月14日ドイツティティゼー＝ノイシュタット）、スキーフライング世界選手権では個人で銅メダル、団体で銀メダルを獲得した。
2005年の世界選手権と2006年のトリノオリンピックでともに団体銀メダルを獲得。
2007年3月にプラニツァで着地後転倒し、左膝前十字靭帯断裂の重傷を負った。
8ヵ月後の11月に競技へ復帰したがワールドカップに復帰したのはシーズン終盤の3月であった。膝の怪我は完全に回復するには至らず、2008/09シーズンを最後に現役引退した。
キウルはスキージャンプに加えてフィンランドのデータ通信会社Nordic LAN & WAN Communication Oyで働いている。
2004年4月に結婚、趣味も多彩でアルペンスキーやテレマークスキー、ゴルフや写真などを嗜む。